# Русец (гмина)
Русец (пол. Rusiec) — сельская гмина (волость) в Польше, входит как административная единица в Белхатувский повет, Лодзинское воеводство. Население — 5395 человек (на 2004 год).

## Соседние гмины
1. Гмина Келчиглув
2. Гмина Конопница
3. Гмина Осьякув
4. Гмина Жонсня
5. Гмина Щерцув
6. Гмина Видава